# Artigas (departament)
Artigas – najdalej na północ wysunięty departament Urugwaju.
Graniczy od południa z departamentem Salto, od północy i od wschodu z brazylijskim stanem Rio Grande do Sul, a od zachodu z argentyńską prowincją Corrientes.
Ośrodkiem administracyjnym tego powstałego w 1884 departamentu jest Artigas.
Powierzchnia departamentu wynosi 11 928 km². W 2004 departament zamieszkiwało 78,0 tys. osób (z tego większość w stolicy departamentu). Dawało to gęstość zaludnienia 6,5 mieszk./km².